# National Book Critics Circle Award
Die National Book Critics Circle Awards sind Literaturpreise US-amerikanischer Literaturkritiker. Sie werden seit 1975 jährlich für neue Bücher in englischer Sprache (auch Übersetzungen) verliehen, derzeit (2021) in den Kategorien Roman, Sachbuch, Lyrik, Autobiografie, Biografie, Kritik.
Der National Book Critics Circle, die Literaturkritikervereinigung hinter den Preisen, verleiht außerdem die Nona Balakian Citation for Excellence in Reviewing, den Ivan Sandrof Lifetime Achievement Award und den John Leonard Prize.

## Preisträger

### Roman
- 1975: E. L. Doctorow, Ragtime
- 1976: John Gardner, October Light
- 1977: Toni Morrison, Song of Solomon
- 1978: John Cheever, The Stories of John Cheever
- 1979: Thomas Flanagan, The Year of the French
- 1980: Shirley Hazzard, The Transit of Venus
- 1981: John Updike, Rabbit Is Rich
- 1982: Stanley Elkin, George Mills
- 1983: William Kennedy, Ironweed
- 1984: Louise Erdrich, Love Medicine
- 1985: Anne Tyler, The Accidental Tourist
- 1986: Reynolds Price, Kate Vaiden
- 1987: Philip Roth, The Counterlife
- 1988: Bharati Mukherjee, The Middleman and Other Stories
- 1989: E. L. Doctorow, Billy Bathgate
- 1990: John Updike, Rabbit at Rest
- 1991: Jane Smiley, A Thousand Acres
- 1992: Cormac McCarthy, All the Pretty Horses
- 1993: Ernest J. Gaines, A Lesson Before Dying
- 1994: Carol Shields, The Stone Diaries
- 1995: Stanley Elkin, Mrs. Ted Bliss
- 1996: Gina Berriault, Women in Their Beds
- 1997: Penelope Fitzgerald, The Blue Flower
- 1998: Alice Munro, The Love of a Good Woman
- 1999: Jonathan Lethem, Motherless Brooklyn
- 2000: Jim Crace, Being Dead
- 2001: W. G. Sebald, Austerlitz
- 2002: Ian McEwan, Atonement
- 2003: Edward P. Jones, The Known World
- 2004: Marilynne Robinson, Gilead
- 2005: E. L. Doctorow, The March
- 2006: Kiran Desai, The Inheritance of Loss
- 2007: Junot Díaz, The Brief Wondrous Life of Oscar Wao
- 2008: Roberto Bolaño, 2666
- 2009: Hilary Mantel, Wolf Hall
- 2010: Jennifer Egan, A Visit from the Goon Squad
- 2011: Edith Pearlman, Binocular Vision
- 2012: Ben Fountain, Billy Lynn’s Long Halftime Walk
- 2013: Chimamanda Ngozi Adichie, Americanah
- 2014: Marilynne Robinson, Lila
- 2015: Paul Beatty, The Sellout
- 2016: Louise Erdrich, LaRose
- 2017: Joan Silber, Improvement
- 2018: Anna Burns, Milkman
- 2019: Edwidge Danticat, Everything Inside
- 2020: Maggie O’Farrell, Hamnet

### Sachbuch
- 1975: R. W. B. Lewis, Edith Wharton: A Biography
- 1976: Maxine Hong Kingston, The Woman Warrior: Memoirs of a Girlhood Among Ghosts
- 1977: W. Jackson Bate, Samuel Johnson
- 1978: Maureen Howard, Facts of Life und Garry Willis, Inventing America: Jefferson’s Declaration of Independence
- 1979: Telford Taylor, Munich: The Price of Peace
- 1980: Ronald Steel, Walter Lippmann and the American Century
- 1981: Stephen Jay Gould, The Mismeasure of Man
- 1982: Robert A. Caro, The Path to Power: The Years of Lyndon Johnson
- 1983: Seymour M. Hersh, The Price of Power: Kissinger in the Nixon White House
- 1984: Freeman Dyson, Weapons and Hope
- 1985: J. Anthony Lukas, Common Ground: A Turbulent Decade in the Lives of Three American Families
- 1986: Barry Lopez, Arctic Dreams
- 1987: Richard Rhodes, The Making of the Atomic Bomb
- 1988: Taylor Branch, Parting the Waters: America in the King Years, 1954–63
- 1989: Michael Dorris, The Broken Cord
- 1990: Shelby Steele, The Content of Our Character: A New Vision of Race in America
- 1991: Susan Faludi, Backlash: The Undeclared War Against American Women
- 1992: Norman Maclean, Young Men and Fire
- 1993: Alan Lomax, The Land Where the Blues Began
- 1994: Lynn Nicholas, The Rape of Europa
- 1995: Jonathan Harr, A Civil Action
- 1996: Jonathan Raban, Bad Land
- 1997: Anne Fadiman, The Spirit Catches You and You Fall Down
- 1998: Philip Gourevitch, We Wish To Inform You That Tomorrow We Will Be Killed with Our Families: Stories from Rwanda
- 1999: Jonathan Weiner, Time, Love, Memory: A Great Biologist and His Quest for the Origins of Behavior
- 2000: Ted Conover, Newjack: Guarding Sing Sing
- 2001: Nicholson Baker, Double Fold: Libraries and the Assault on Paper
- 2002: Samantha Power, A Problem from Hell: America and the Age of Genocide
- 2003: Paul Hendrickson, Sons of Mississippi: A Story of Race and Its Legacy
- 2004: Diarmaid MacCulloch, The Reformation: A History
- 2005: Swetlana Alexandrowna Alexijewitsch, Voices from Chernobyl: The Oral History of a Nuclear Disaster
- 2006: Simon Schama, Rough Crossings: Britain, the Slaves and the American Revolution
- 2007: Harriet Washington, Medical Apartheid: The Dark History of Medical Experimentation on Black Americans from Colonial Times to the Present
- 2008: Dexter Filkins, The Forever War
- 2009: Richard Holmes, The Age of Wonder: How the Romantic Generation Discovered the Beauty and Terror of Science
- 2010: Isabel Wilkerson, The Warmth of Other Suns: The Epic Story of America’s Great Migration
- 2011: Maya Jasanoff, Liberty’s Exiles: American Loyalists in the Revolutionary World
- 2012: Andrew Solomon, Far From the Tree: Parents, Children, and the Search for Identity
- 2013: Sheri Fink, Five Days at Memorial: Life and Death in a Storm-Ravaged Hospital
- 2014: David Brion Davis, The Problem of Slavery in the Age of Emancipation
- 2015: Sam Quinones, Dreamland: The True Story of America’s Opiate Epidemic
- 2016: Matthew Desmond, Evicted: Poverty and Profit in the American City
- 2017: Frances FitzGerald, The Evangelicals: The Struggle to Shape America
- 2018: Steve Coll, Directorate S: The C.I.A. and America’s Secret Wars in Afghanistan, 2001–2016
- 2019: Patrick Radden Keefe, Say Nothing: The True Story of Murder and Memory in Northern Ireland
- 2020: Tom Zoellner, Island on Fire: The Revolt That Ended Slavery in the British Empire

### Lyrik
- 1975: John Ashbery, Self-Portrait in a Convex Mirror
- 1976: Elizabeth Bishop, Geography III
- 1977: Robert Lowell, Day by Day
- 1978: L. E. Sissman, Hello, Darkness
- 1979: Philip Levine, Ashes und 7 Years from Somewhere
- 1980: Frederick Seidel, Sunrise
- 1981: A. R. Ammons, A Coast of Trees
- 1982: Katha Pollitt, Antarctic Traveller
- 1983: James Merrill, The Changing Light at Sandover
- 1984: Sharon Olds, The Dead and the Living
- 1985: Louise Glück, The Triumph of Achilles
- 1986: Edward Hirsch, Wild Gratitude
- 1987: C. K. Williams, Flesh and Blood
- 1988: Donald Hall, That One Day
- 1989: Rodney Jones, Transparent Gestures
- 1990: Amy Gerstler, Bitter Angel
- 1991: Albert Goldbarth, Heaven and Earth: A Cosmology
- 1992: Hayden Carruth, Collected Shorter Poems 1946–1991
- 1993: Mark Doty, My Alexandria
- 1994: Mark Rudman, Rider
- 1995: William Matthews, Time & Money
- 1996: Robert Hass, Sun Under Wood
- 1997: Charles Wright, Black Zodiac
- 1998: Marie Ponsot, The Bird Catcher
- 1999: Ruth Stone, Ordinary Words
- 2000: Judy Jordan, Carolina Ghost Woods
- 2001: Albert Goldbarth, Saving Lives
- 2002: B. H. Fairchild, Early Occult Memory Systems of the Lower Midwest
- 2003: Susan Stewart, Columbarium
- 2004: Adrienne Rich, The School Among the Ruins
- 2005: Jack Gilbert, Refusing Heaven
- 2006: Troy Jollimore, Tom Thomson in Purgatory
- 2007: Mary Jo Bang, Elegy
- 2008: Juan Felipe Herrera, Half the World in Light und August Kleinzahler, Sleeping It Off in Rapid City
- 2009: Rae Armantrout, Versed
- 2010: C. D. Wright, One with Others
- 2011: Laura Kasischke, Space, in Chains
- 2012: D. A. Powell, Useless Landscape, or A Guide for Boys
- 2013: Frank Bidart, Metaphysical Dog
- 2014: Claudia Rankine,  Citizen: An American Lyric
- 2015: Ross Gay, Catalogue of Unabashed Gratitude
- 2016: Ishion Hutchinson, House of Lords and Commons
- 2017: Layli Long Soldier, Whereas
- 2018: Ada Limón, The Carrying
- 2019: Morgan Parker, Magical Negro
- 2020: Francine J. Harris, Here Is the Sweet Hand

### Biografie/Autobiografie
- 1983: Joyce Johnson, Minor Characters
- 1984: Joseph Frank, Dostoevsky: The Years of Ordeal, 1850–59
- 1985: Leon Edel, Henry James: A Life
- 1986: Arnold Rampersad, The Life of Langston Hughes, Vol. I: 1902–1941
- 1987: Donald Howard, Chaucer: His Life, His Work, His World
- 1988: Richard Ellmann, Oscar Wilde
- 1989: Geoffrey C. Ward, A First-Class Temperament: The Emergence of Franklin Roosevelt
- 1990: Robert A. Caro, Means of Ascent: The Years of Lyndon Johnson
- 1991: Philip Roth, Patrimony: A True Story
- 1992: Carol Brightman, Writing Dangerously: Mary McCarthy and Her World
- 1993: Edmund White, Genet
- 1994: Mikal Gilmore, Shot in the Heart
- 1995: Robert Polito, Savage Art: A Biography of Jim Thompson
- 1996: Frank McCourt, Angela’s Ashes
- 1997: James Tobin, Ernie Pyle’s War
- 1998: Sylvia Nassar, A Beautiful Mind
- 1999: Henry Wiencek, The Hairstons: An American Family in Black and White
- 2000: Herbert P. Bix, Hirohito and the Making of Modern Japan
- 2001: Adam Sisman, Boswell’s Presumptuous Task: The Making of the Life of Dr. Johnson
- 2002: Janet Browne, Charles Darwin: The Power of Place
- 2003: William Taubman, Khrushchev: The Man and His Era
- 2004: Mark Stevens und Annalyn Swan, De Kooning: An American Master

### Autobiografie
- 2005: Francine du Plessix Gray, Them: A Memoir of Parents
- 2006: Daniel Mendelsohn, The Lost: A Search for Six of Six Million
- 2007: Edwidge Danticat, Brother, I'm Dying
- 2008: Ariel Sabar, My Father’s Paradise: A Son’s Search for His Jewish Past in Kurdish Iraq
- 2009: Diana Athill, Somewhere Towards the End
- 2010: Darin Strauss, Half a Life
- 2011: Mira Bartók, The Memory Palace: A Memoir
- 2012: Leanne Shapton, Swimming Studies
- 2013: Amy Wilentz, Farewell, Fred Voodoo: A Letter From Haiti
- 2014: Roz Chast, Can’t We Talk About Something More Pleasant?
- 2015: Margo Jefferson, Negroland
- 2016: Hope Jahren, Lab Girl
- 2017: Xioulu Guo, Nine Continents: A Memoir In and Out of China
- 2018: Nora Krug, Belonging: A German Reckons With History and Home
- 2019: Chanel Miller, Know My Name: A Memoir
- 2020: Cathy Park Hong, Minor Feelings: An Asian American Reckoning

### Biografie
- 2005: Kai Bird und Martin J. Sherwin, American Prometheus: The Triumph and Tragedy of J. Robert Oppenheimer
- 2006: Julie Phillips, James Tiptree, Jr.: The Double Life of Alice B. Sheldon
- 2007: Tim Jeal, Stanley: The Impossible Life Of Africa’s Greatest Explorer
- 2008: Patrick French, The World is What it is: The Authorized Biography of V.S. Naipaul
- 2009: Blake Bailey, Cheever: A Life
- 2010: Sarah Bakewell, How To Live: Or, A Life of Montaigne in One Question and Twenty Attempts at an Answer
- 2011: John Lewis Gaddis, George F. Kennan: An American Life
- 2012: Robert A. Caro, The Passage of Power: The Years of Lyndon Johnson
- 2013: Leo Damrosch, Jonathan Swift: His Life and His World
- 2014: John Lahr, Tennessee Williams: Mad Pilgrimage of the Flesh
- 2015: Charlotte Gordon, Romantic Outlaws: The Extraordinary Lives of Mary Wollstonecraft and Her Daughter Mary Shelley
- 2016: Ruth Franklin, Shirley Jackson: A Rather Haunted Life
- 2017: Caroline Fraser, Prairie Fires: The American Dreams of Laura Ingalls Wilder
- 2018: Christopher Bonanos, Flash: The Making of Weegee the Famous
- 2019: Josh Levin, The Queen: The Forgotten Life Behind an American Myth
- 2020: Amy Stanley, Stranger in the Shogun’s City: A Japanese Woman and Her World

### Kritik
- 1975: Paul Fussell, The Great War and Modern Memory
- 1976: Bruno Bettelheim, The Uses of Enchantment: The Meaning and Importance of Fairy Tales
- 1977: Susan Sontag, On Photography
- 1978: Meyer Schapior, Modern Art: 19th & 20th Centuries, Selected Papers
- 1979: Elaine Pagels, The Gnostic Gospels
- 1980: Helen Vendler, Part of Nature: Modern American Poets
- 1981: Virgil Thomson, A Virgil Thomson Reader
- 1982: Gore Vidal, The Second American Revolution and Other Essays
- 1983: John Updike, Hugging the Shore: Essays and Criticism
- 1984: Robert Hass, Twentieth Century Pleasures: Prose on Poetry
- 1985: William Gass, Habitations of the World
- 1986: Joseph Brodsky, Less Than One: Selected Essays
- 1987: Edwin Denby, Dance Writings
- 1988: Clifford Geertz, Works and Lives: The Anthropologist as Author
- 1989: John Leonard Clive, Not by Fact Alone: Essays on the Writing and Reading of History
- 1990: Arthur Danto, Encounters and Reflections: Art in the Historical Present
- 1991: Lawrence L. Langer, Holocaust Testimonies: The Ruins of Memory
- 1992: Garry Wills, Lincoln at Gettysburg: The Words That Remand America
- 1993: John Dizikes, Opera in America: A Cultural History
- 1994: Gerald Early, The Culture of Bruising
- 1995: Robert Darnton, The Forbidden Bestsellers of Pre-Revolution France
- 1996: William Gass, Finding a Form
- 1997: Mario Vargas Llosa, Making Waves
- 1998: Gary Giddins, Visions of Jazz: The First Century
- 1999: Jorge Luis Borges, Selected Non-Fictions
- 2000: Cynthia Ozick, Quarrel & Quandary
- 2001: Martin Amis, The War Against Cliché: Essays and Reviews, 1971–2000
- 2002: William Gass, Tests of Time
- 2003: Rebecca Solnit, River of Shadows
- 2004: Patrick Neate, Where You’re At: Notes From the Frontline of a Hip-Hop Planet
- 2005: William Logan, The Undiscovered Country: Poetry in the Age of Tin
- 2006: Lawrence Weschler, Everything That Rises: A Book of Convergences
- 2007: Alex Ross, The Rest Is Noise: Listening to the Twentieth Century
- 2008: Seth Lerer, Children’s Literature: A Reader’s History
- 2009: Eula Biss, Notes from No Man’s Land: American Essays
- 2010: Clare Cavanagh, Lyric Poetry and Modern Politics: Russia, Poland, and the West
- 2011: Geoff Dyer, Otherwise Known as the Human Condition: Selected Essays and Reviews
- 2012: Marina Warner, Stranger Magic: Charmed States and the Arabian Nights
- 2013: Franco Moretti, Distant Reading
- 2014: Ellen Willis, The Essential Ellen Willis
- 2015: Maggie Nelson, The Argonauts
- 2016: Carol Anderson, White Rage: The Unspoken Truth of Our Racial Divide
- 2017: Carina Chocano, You Play the Girl: On Playboy Bunnies, Stepford Wives, Train Wrecks, & Other Mixed Messages
- 2018: Zadie Smith, Feel Free: Essays
- 2019: Saidiya Hartman, Wayward Lives, Beautiful Experiments: Intimate Stories of Social Upheaval
- 2020: Nicole R. Fleetwood, Marking Time: Art in the Age of Mass Incarceration

### Ivan Sandrof Lifetime Achievement Award
Auszeichnung für das Lebenswerk, benannt nach dem ersten Präsidenten des National Book Critics Circle
- 1982: Leslie A. Marchand
- 1984: Library of America
- 1987: Robert Giroux
- 1989: James Laughlin
- 1990: Donald Keene
- 1992: Gregory Rabassa
- 1994: William Maxwell
- 1995: Alfred Kazin, Elizabeth Hardwick
- 1996: Albert Murray
- 1997: Leslie Fiedler
- 1999: Pauline Kael, Lawrence Ferlinghetti
- 2000: Barney Rosset
- 2001: Jason Epstein
- 2002: Richard Howard
- 2003: Studs Terkel
- 2004: Louis Rubin Jr.
- 2005: Bill Henderson
- 2006: John Leonard
- 2007: Emilie Buchwald
- 2008: P.E.N. American Center
- 2009: Joyce Carol Oates
- 2010: Dalkey Archive Press
- 2011: Robert B. Silvers
- 2012: Sandra Gilbert, Susan Gubar
- 2013: Rolando Hinojosa-Smith
- 2014: Toni Morrison
- 2015: Wendell Berry
- 2016: Margaret Atwood
- 2017: John McPhee
- 2018: Arte Público Press
- 2019: Naomi Shihab Nye
- 2020: “The Feminist Press at the City University of New York”
- 2021: Percival Everett

### John Leonard Prize
Auszeichnung für ein Erstlingswerk, erstmals vergeben 2013, benannt nach dem Kritiker John Leonard
- 2013: Anthony Marra, A Constellation of Vital Phenomena
- 2014: Phil Klay, Redeployment
- 2015: Kirstin Valdez Quade, Night at the Fiestas
- 2016: Yaa Gyasi, Homegoing
- 2017: Carmen Maria Machado, Her Body and Other Parties
- 2018: Tommy Orange, There There
- 2019: Sarah M. Broom, The Yellow House
- 2020: Raven Leilani, Luster